# Myriam Motteau
Myriam Motteau (* 1978 Dijon) je bývalá francouzská reprezentantka ve sportovním lezení, mistryně světa a vítězka světového poháru v boulderingu.

## Výkony a ocenění
- nominace na mezinárodní prestižní závody Rock Master v italském Arcu

### Závodní výsledky
| Arco Rock Master | Arco Rock Master |
| Rok              | 2001             |
| ---------------- | ---------------- |
| Bouldering       | 5-8              |

| Mistrovství světa | Mistrovství světa | Mistrovství světa |
| Rok               | 2001              | 2003              |
| ----------------- | ----------------- | ----------------- |
| Bouldering        | 1                 | 9                 |

| Světový pohár (nalevo jsou poslední závody v roce) | Světový pohár (nalevo jsou poslední závody v roce) | Světový pohár (nalevo jsou poslední závody v roce) | Světový pohár (nalevo jsou poslední závody v roce) | Světový pohár (nalevo jsou poslední závody v roce) | Světový pohár (nalevo jsou poslední závody v roce) | Světový pohár (nalevo jsou poslední závody v roce) | Světový pohár (nalevo jsou poslední závody v roce) |
| Rok                                                | 1996                                               | 1997                                               | 1999                                               | 2000                                               | 2001                                               | 2002                                               | 2003                                               |
| -------------------------------------------------- | -------------------------------------------------- | -------------------------------------------------- | -------------------------------------------------- | -------------------------------------------------- | -------------------------------------------------- | -------------------------------------------------- | -------------------------------------------------- |
| Obtížnost                                          | 0                                                  | 37                                                 | —                                                  | 50-51                                              | —                                                  | —                                                  | —                                                  |
| jednotlivě                                         | 32-33,-,-                                          | -,-,-,-,18                                         | —                                                  | -,-,-,-,26                                         | —                                                  | —                                                  | —                                                  |
|                                                    |                                                    |                                                    |                                                    |                                                    |                                                    |                                                    |                                                    |
| Bouldering                                         | —                                                  | —                                                  | 52                                                 | 4                                                  | 2                                                  | 1-3                                                | 9                                                  |
| jednotlivě (2/2/3)                                 | —                                                  | —                                                  | -,-,-,24-25,-                                      | -,-,14,,                                           | 6,6,,7,                                            | ,9,4                                               | 15,11,27,,11,9                                     |
|                                                    |                                                    |                                                    |                                                    |                                                    |                                                    |                                                    |                                                    |
| Kombinace                                          | —                                                  | —                                                  | —                                                  | 13                                                 | —                                                  | —                                                  | —                                                  |

- V roce 2002 se ze tří závodů v boulderingu počítal jen nejlepší výsledek, vítězky byly tři (Myriam by byla na body druhá).

| Mistrovství Evropy | Mistrovství Evropy |
| Rok                | 2002               |
| ------------------ | ------------------ |
| Bouldering         | 4                  |

| Mistrovství světa juniorů | Mistrovství světa juniorů |
| Rok                       | 1997                      |
| ------------------------- | ------------------------- |
| Obtížnost                 | 7                         |

| Evropský pohár juniorů (nalevo jsou poslední závody v roce) | Evropský pohár juniorů (nalevo jsou poslední závody v roce) |
| Rok                                                         | 1997                                                        |
| ----------------------------------------------------------- | ----------------------------------------------------------- |
| Obtížnost                                                   | 2                                                           |
| jednotlivě                                                  | ,,-,,-                                                      |